# Дети войны (памятник, Санкт-Петербург)
Памятник «Дети войны» — памятник в Санкт-Петербурге детям, ставшим защитниками Ленинграда в Великую Отечественную войну.

## История
Памятник был создан по инициативе Международной ассоциации общественных организаций блокадников города-героя Ленинграда. Автор скульптурной композиции — скульптор и архитектор Владимир Шплет. Средства на проектирование, изготовление и установку памятника перечислил председатель Азербайджанской национально-культурной автономии Санкт-Петербурга Вагиф Мамишев, о чём свидетельствует надпись на цоколе памятника.
Монумент был торжественно открыт 6 мая 2013 года недалеко от Пискаревского кладбища, в сквере на пересечении проспекта Непокоренных и Меншиковского проспекта. В церемонии открытия приняли участие губернатор Санкт-Петербурга Георгий Полтавченко, представители городского правительства и администрации Калининского района, Законодательного собрания, общественных организаций и молодёжных объединений, школьники города.

## Описание
На двух кубических постаментах из серого гранита изображены пятеро детей разных возрастов, спешащих на улицу праздновать День Победы — малыши со старшей сестрой и двое ребят постарше в военной форме. На одном из постаментов высечены слова из стихотворения Юрия Воронова: «Нам в 43-м выдали медали, и только в 45-м — паспорта». В основание монумента заложены две капсулы с обращением к будущим поколениям.